# If My Country Should Call
If My Country Should Call é um filme mudo norte-americano de 1916, do gênero drama, dirigido por Joe De Grasse e estrelado por Lon Chaney.

## Elenco
- Dorothy Phillips - Margaret Ardrath
- Helen Leslie - Patricia Landon
- Frank Whitson - Robert Ogden
- Lon Chaney - Dr. George Ardrath
- Albert MacQuarrie - Col. Belden
- Jack Nelson - Donald
- Carl von Schiller - Zuroff
- Gretchen Lederer - Sra. Ardrath
- Clyde Benson
- Gordon Griffith
- Adele Farrington - Sra. Landon (não creditada)